# Karaops raveni
Espèce
Karaops raveni est une espèce d'araignées aranéomorphes de la famille des Selenopidae.

## Distribution
Cette espèce est endémique d'Australie. Elle se rencontre dans l'Est de la Nouvelle-Galles du Sud et dans le Sud-Est du Queensland.

## Description
Le mâle holotype mesure 4,84 mm et la femelle paratype 7,28 mm.

## Étymologie
Cette espèce est nommée en l'honneur de Robert John Raven.

## Publication originale
- Crews & Harvey, 2011 : The spider family Selenopidae (Arachnida, Araneae) in Australasia and the Oriental region. ZooKeys, no 99, p. 1-103 (texte intégral).